# Merophysia uniplicata
Merophysia uniplicata is een keversoort uit de familie zwamkevers (Endomychidae). De wetenschappelijke naam van de soort werd in 1884 gepubliceerd door Edmund Reitter.